# NDP
NDP (англ. NDP, norrin cystine knot growth factor) – білок, який кодується однойменним геном, розташованим у людей на X-хромосомі. Довжина поліпептидного ланцюга білка становить 133 амінокислот, а молекулярна маса — 15 044.
| 10         |  | 20         |  | 30         |  | 40         |  | 50         |
| ---------- |  | ---------- |  | ---------- |  | ---------- |  | ---------- |
| MRKHVLAASF |  | SMLSLLVIMG |  | DTDSKTDSSF |  | IMDSDPRRCM |  | RHHYVDSISH |
| PLYKCSSKMV |  | LLARCEGHCS |  | QASRSEPLVS |  | FSTVLKQPFR |  | SSCHCCRPQT |
| SKLKALRLRC |  | SGGMRLTATY |  | RYILSCHCEE |  | CNS        |  |            |

A: Аланін

C: Цистеїн

D: Аспарагінова кислота

E: Глутамінова кислота

F: Фенілаланін

G: Гліцин

H: Гістидин

I: Ізолейцин

K: Лізин

L: Лейцин

M: Метіонін

N: Аспарагін

P: Пролін

Q: Глутамін

R: Аргінін

S: Серин

T: Треонін

V: Валін

Задіяний у такому біологічному процесі, як сигнальний шлях Wnt. 
Секретований назовні.